# Public Service Electric and Gas Company

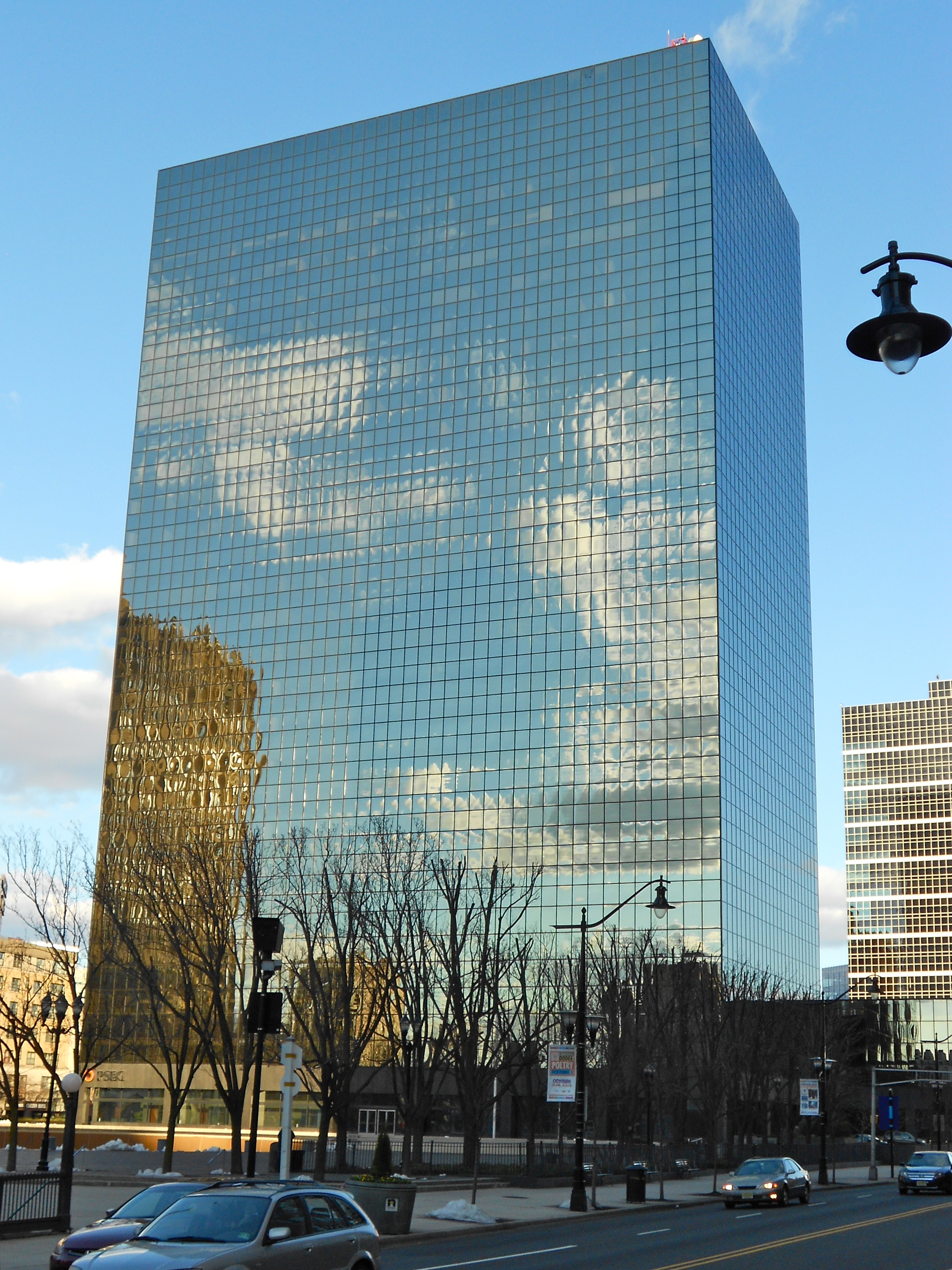
Hauptverwaltung seit 1980 (80 Park Plaza, Newark, New Jersey)

Public Service Electric and Gas Company (PSEG) ist ein US-amerikanischer Energieversorger mit Sitz in Newark, New Jersey.
Der Konzern ist im Aktienindex S&P 500 und im Dow Jones Utility Average gelistet. Die Public Service Corporation wurde 1903 gegründet und wurde 1948 in Public Service Electric and Gas Company umbenannt. Als Energieversorger für Erdgas und Elektrizität ist das Unternehmen vorwiegend in den US-amerikanischen Bundesstaaten New Jersey und Pennsylvania tätig.